# Neotoma martinensis
Neotoma martinensis är en utdöd däggdjursart som beskrevs av Edward Alphonso Goldman 1905. Neotoma martinensis ingår i släktet egentliga skogsråttor och familjen hamsterartade gnagare. IUCN kategoriserar arten globalt som utdöd. Inga underarter finns listade i Catalogue of Life.
Denna gnagare levde endemisk på Isla San Martín intill halvön Baja California i Mexiko. Ön är av vulkaniskt ursprung och där finns många grottor, bergssprickor och andra gömställen. Växtligheten kännetecknas av buskar, lav och kaktusväxter. Neotoma martinensis hade växtdelar som föda och den vistades på marken. Arten utrotades troligen av introducerade tamkatter.